# Snöskor

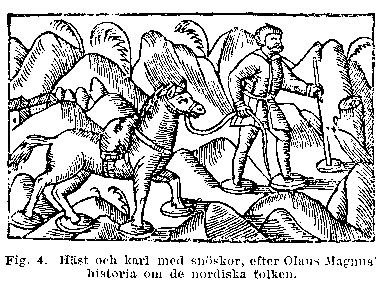
Skiss som visar en man och en häst med trygor.

Snöskor (singularis: snösko) är ramar som fästs under skorna, och åstadkommer en tillräckligt stor bäryta för att underlätta gång i snö. De har använts i flera tusen år och har på senare år fått ny popularitet som motionsform och inom friluftslivet.

## Historik och varianter
Snöskor har använts av folk i nordliga områden i flera tusen år. Snöskon utgörs av en lätt och vid "sula", som fördelar personens vikt över en större del av snötäcket och därigenom ger mindre risk att personen skall sjunka ner i snön och behöva pulsa fram.
Den vanligaste varianten förr var rund och gjord av sammanflätade vidjor eller rötter. De kunde även tillverkas av trä och råhud, genom att råhuden knöts som ett nät på en träram.
Moderna snöskor är oftast tillverkade med en aluminiumram och bäryta av plast. I dag används även bindningar liknande skidbindningar.

## Användning
Snöskor används mycket av jägare samt av skogvaktare och andra som behöver kunna gå i djup snö. Den största kategorin användare idag är dock inom sport och motion.

### Europa
I Frankrike är snöskovandring (snöskor på franska heter raquettes [à neige] – '[snö]racketar') näst största vintersport efter alpin utförsåkning. I Italien arrangeras årligen sprintlopp med upp till 6 000 startande.

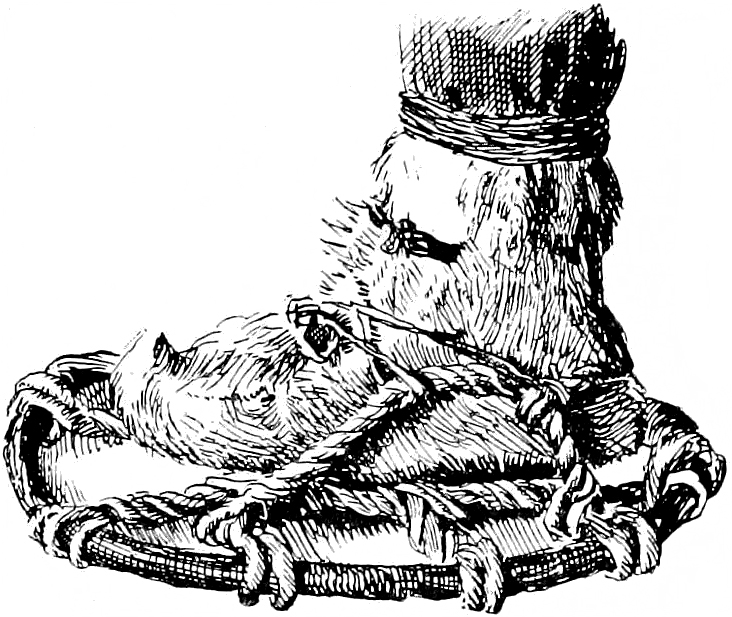
Nordiska trygor av äldre snitt.

Även i Skandinavien finns en tradition med snöskor (i Sverige tidigare kallade trygor eller skarbågar), även om man här oftast använt skidor för att förflytta sig på vintern. Motsvarande hjälpmedel för att ta sig fram på mossar och myrmarker benämndes madskor. Jämför även myrskidor.
Skandinaviska snöskor, som förr kallades trygor eller trugor, skiljer sig från de amerikanska genom att de är mer eller mindre runda eller fyrkantiga i formen. Sådana snöskor användes, och används delvis fortfarande av skogsarbetare. Liknande snöskor tillverkades även för hästar (se bilden). Jämfört med skidor är snöskor ett långsammare transportmedel på snö, men har fördelen att man har händerna fria vid till exempel jakt och skogsarbete.

### Nordamerika

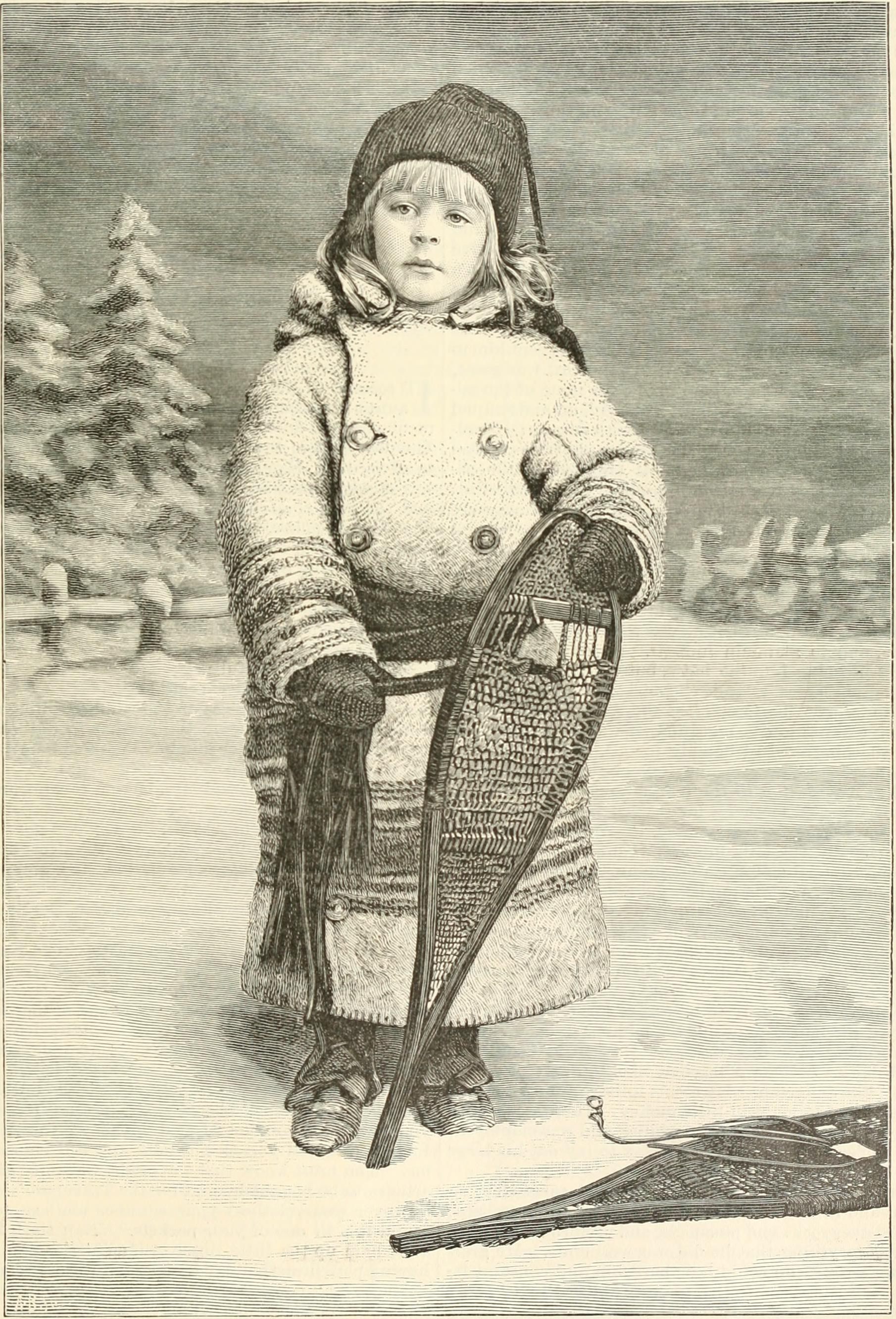
Nordamerikanska snöskor av traditionell "racket"-typ.

De mest kända snöskorna är kanske de som traditionellt använts av Nordamerikas indianer. Traditionella indianska snöskor görs av trä och läder, är långsmala eller päronformade och ofta uppböjda fram för att underlätta gång i snö. Amerikas urinnevånare använde två huvudtyper av snöskor – breda och rundare som användes av prärieindianerna och långsmalare som användes av skogsindianer som Ojibwa. De flesta moderna snöskor av metall och plast har lånat formen från skogsindianerna.
När européerna kom till Amerika anammades bruket av snöskor av främst pälsjägare (trappers). I dag är snöskovandring (snowshoeing) en populär vinteraktivitet i Kanada och USA:s norra delstater.